# Die wilde Auguste (1956)
Die wilde Auguste ist ein deutsches Filmlustspiel aus dem Jahre 1956 von Georg Jacoby mit Ruth Stephan in der Titelrolle. Ihr zur Seite stehen Michael Cramer und Wolfgang Wahl in den männlichen Hauptrollen. Die Geschichte basiert auf dem gleichnamigen Schwank von Theo Halton.

## Handlung
Auguste Schrull ist ein ziemlich direktes, handfestes und patentes Frauenzimmer, mit großem Mundwerk aber auch einem Herz aus Gold. Als Zimmervermieterin gehören Hans Fleming und Peter Kerbholz zu ihren problematischen „Klienten“, denn sie sind finanziell notorisch klamm sind und können schon seit geraumer Zeit ihre Miete nicht mehr zahlen. Da ihr jedoch etwas an den beiden jungen Männern liegt, ist Auguste gern zur Hilfe bereit. Angeblich besitzt Hans eine spanische Tante, die den beiden jungen Männern aus der Patsche helfen soll, doch die seit geraumer Zeit erwartete Dame taucht einfach nicht auf. Um diesbezüglich nachzuhelfen und den Geldfluss für an Hansens Produkt interessierter Investoren anzuregen, zeigt sich die „wilde“ Auguste bereit, die angebliche Tante zu mimen.
Wenn erst einmal die reiche Tante gesichtet werden sollte, so die Idee dahinter, werden die bislang knickrigen Herren mit den prall gefüllten Brieftaschen auch bereit sein, Hans finanziell unter die Arme zu greifen. In einem luxuriösen Schlosshotel steigt Auguste Schrull ab, um vor anderen etwas herzumachen, ohne zu wissen, dass die echte Tante unmittelbar darauf an eben diesem Ort gleichfalls eincheckt Nun beginnt ein großes Durcheinander mit der falschen und der echten Tante und einem Peter Kerbholz, der dank eines Aushilfsjobs ebenso en passant wie auch unverhofft seiner großen Liebe begegnet. Am Ende trifft das Geld die richtigen, und auch Herz findet sich zu Herz.

## Produktionsnotizen
Die wilde Auguste entstand zum Jahresbeginn 1956 und wurde am 9. März desselben Jahres im Essener Ufa-Palast uraufgeführt.

## Kritik
Das Lexikon des Internationalen Films meinte knapp: „Klamaukhafter Schwank.“